# Legge di Dollo
La legge di Dollo, citata anche come legge di Dollo d'irreversibilità o principio di Dollo, è un'ipotesi, espressa nell'ambito della biologia evoluzionistica, che afferma che una struttura o un organo scomparso durante il processo evolutivo di una specie, non potrà più riapparire.
Questo principio, che deve il nome al paleontologo belga di origine francese Louis Dollo che la formulò nel 1893, è oggetto di discussioni nell'ambito scientifico, preferendo un approccio meno assoluto e affermando che vi sia solo un'improbabilità statistica, nella traiettoria evolutiva, che un processo vada in due direzioni, anche opposte.
Se, come esempio, negli anuri, è evidente l'evoluzione che ha portato la perdita della coda come caratteristica specifica, ancora presente allo stato larvale, il girino, per poi atrofizzarsi completamente nello stato adulto, esistono casi in cui si ipotizza una ri-evoluzione, come nella Gastrotheca guentheri, nella quale la perdita della struttura dentale nella mascella inferiore, comune a tutte le altre specie, in questa ha avuto un probabile processo di reversibilità premiando la selezione negli esemplari che hanno continuato a replicarla nelle generazioni successive.